# La Fresnaye-au-Sauvage

La Fresnaye-au-Sauvage este o comună în departamentul Orne, Franța. În 1 ianuarie 2018 avea o populație de 230 de locuitori.